# ستيفن كونراد
ستيفن كونراد (بالإنجليزية: Steven Conrad)‏ هو كاتب سيناريو ومنتج أفلام أمريكي، ولد في 1968 في فورت لودرديل في الولايات المتحدة.

## وصلات خارجية
- ستيفن كونراد على موقع IMDb (الإنجليزية)
- ستيفن كونراد على موقع ألو سيني (الفرنسية)
- ستيفن كونراد على موقع ميوزك برينز (الإنجليزية)
- ستيفن كونراد على موقع أول موفي (الإنجليزية)
- ستيفن كونراد على موقع بوكس أوفيس موجو (الإنجليزية)
- ستيفن كونراد على موقع قاعدة بيانات الأفلام السويدية (السويدية)
- ستيفن كونراد على موقع قاعدة بيانات الأفلام السويدية (السويدية)
- ستيفن كونراد على موقع قاعدة بيانات الفيلم (الإنجليزية)
- ستيفن كونراد على موقع كينوبويسك (الروسية)